# Chiesa cattolica

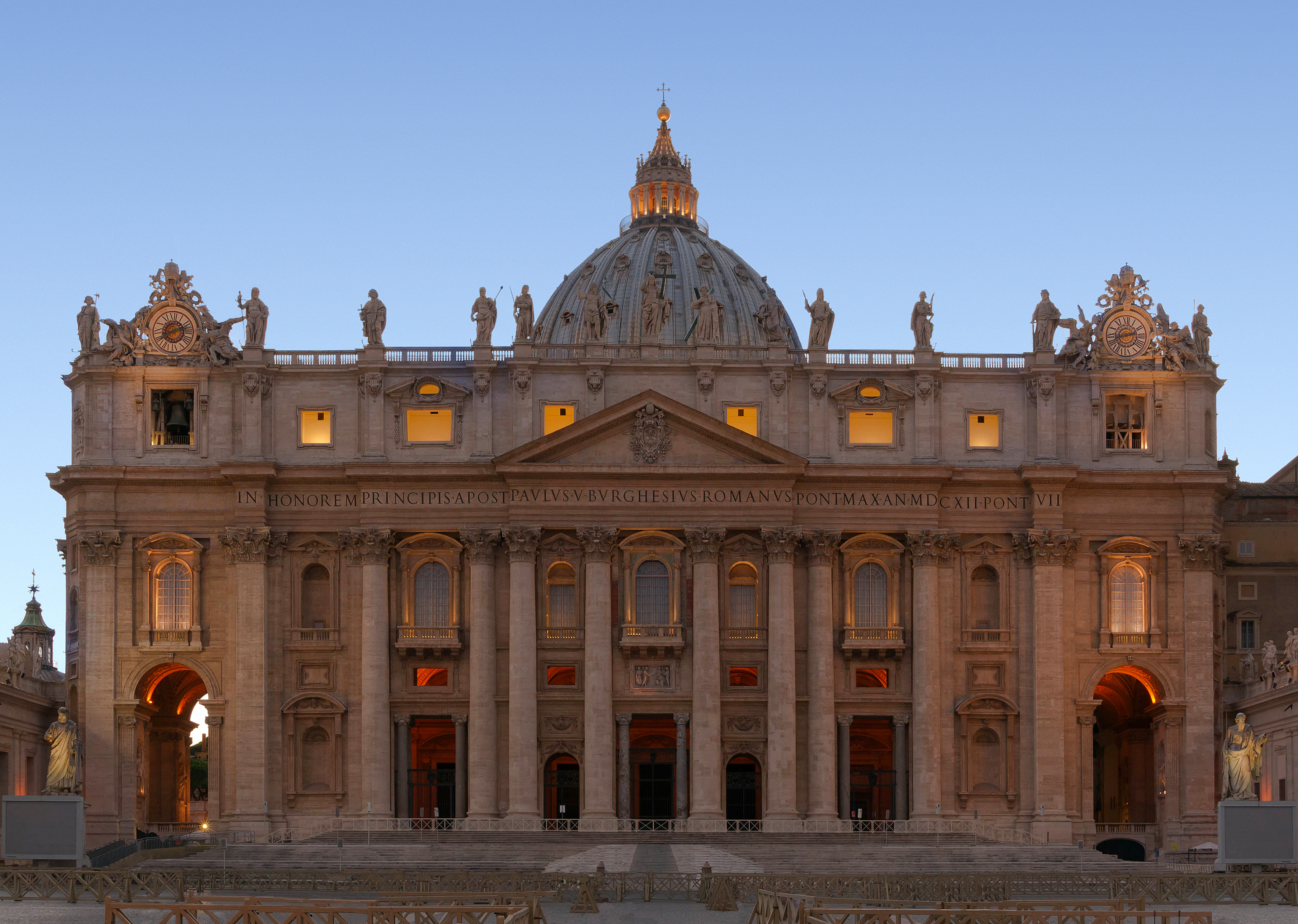
La basilica di San Pietro nello Stato della Città del Vaticano è la più grande basilica di Roma e simbolo del Cristianesimo.

La Chiesa cattolica (dal latino ecclesiastico catholicus, a sua volta dal greco antico καθολικός?, katholikós, "universale") è la principale confessione cristiana al mondo, con oltre 1,4 miliardi di fedeli.
È caratterizzata da una struttura gerarchica al cui vertice vi è il Sommo Pontefice, detto anche papa, che è anche vescovo della diocesi di Roma ed è considerato il successore dell'apostolo Pietro, nonché vicario di Cristo e guida della Chiesa universale.
Si distingue per la sua dottrina, i sette sacramenti, la liturgia e una tradizione millenaria che risale all'epoca apostolica. Ha la potestà di magistero (cioè di insegnamento ai fedeli, attraverso i Concili ecumenici e le parole del Pontefice, se proferite ex cathedra), così come la potestà di santificazione - attraverso il potere sacramentale - e di governo. L’insieme di norme giuridiche, regolamenti e documenti dottrinali formulati dalla Chiesa costituiscono, nel loro insieme, il diritto canonico. I suoi fedeli sono chiamati "cattolici" o, più precisamente, "cristiani cattolici".

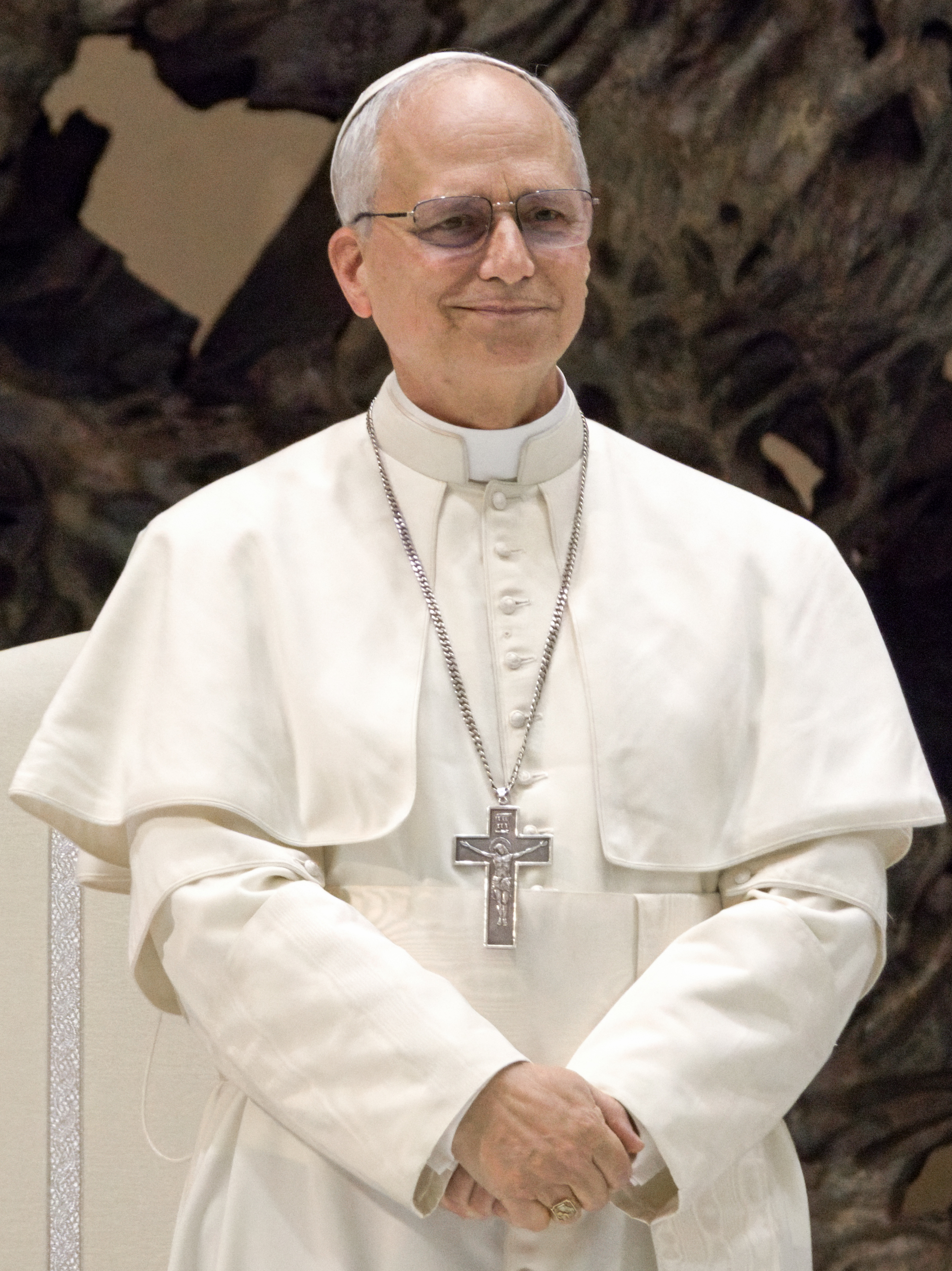
Papa Leone XIV, Romano Pontefice, eletto l'8 maggio 2025

La Santa Sede, ente e soggetto giuridico di diritto internazionale preposto al governo della Chiesa cattolica, esercita la sovranità sulla Città del Vaticano, un piccolo Stato indipendente situato all'interno di Roma, dove risiede il papa. La Curia romana è il complesso di organi e autorità che costituiscono l'apparato amministrativo della Santa Sede. Nella storia, la Chiesa cattolica ha avuto un ruolo fondamentale nello sviluppo della cultura, della scienza e delle arti occidentali, esercitando anche un importante ruolo politico - cioè di potere temporale - nei principali contesti geopolitici globali, a partire dal medioevo fino ai nostri giorni.
La Chiesa cattolica è costituita da 25 Chiese sui iuris, tra cui la Chiesa latina — prevalente in Occidente — e 24 Chiese di rito orientale, tutte in piena comunione con il Pontefice romano. Il nome "cattolica", che significa "universale", richiama l’estensione e la vocazione universale della Chiesa fondata sulla predicazione di Gesù Cristo e degli Apostoli. Questa comunità ecclesiale, definita nella sua essenza come il "Popolo di Dio", è composta da fedeli provenienti da tutte le nazioni della terra. Secondo la dottrina cattolica, la Chiesa di Cristo sussiste in modo pieno nella Chiesa cattolica, la quale è visibilmente organizzata e fondata sulla comunione sacramentale e gerarchica dei battezzati, purché non separati da essa per eresia o apostasia. A partire in particolare dal Concilio Ecumenico Vaticano II, la Chiesa cattolica riconosce tuttavia la presenza di elementi di verità e di santificazione anche nelle altre Chiese cristiane non in piena comunione con essa. In quest’ottica, promuove un costante dialogo ecumenico, finalizzato al raggiungimento dell’unità dei cristiani, e riconosce inoltre i valori spirituali presenti nelle religioni non cristiane.

La formula latina extra Ecclesiam nulla salus (ovvero al di fuori della Chiesa non c'è salvezza) riflette la dottrina cattolica per la quale solo chi è membro della Chiesa può essere salvato. Tale formula è approfondita dal Catechismo della Chiesa, nonché dal concetto di subsistit in, utilizzato nel documento Lumen Gentium (redatto durante il Concilio Vaticano II) e che ha suscitato diverse interpretazioni, ma il cui significato è stato successivamente chiarito attraverso il dialogo tra la Conferenza episcopale spagnola e la Congregazione per la Dottrina della Fede, nonché nella dichiarazione Dominus Iesus.

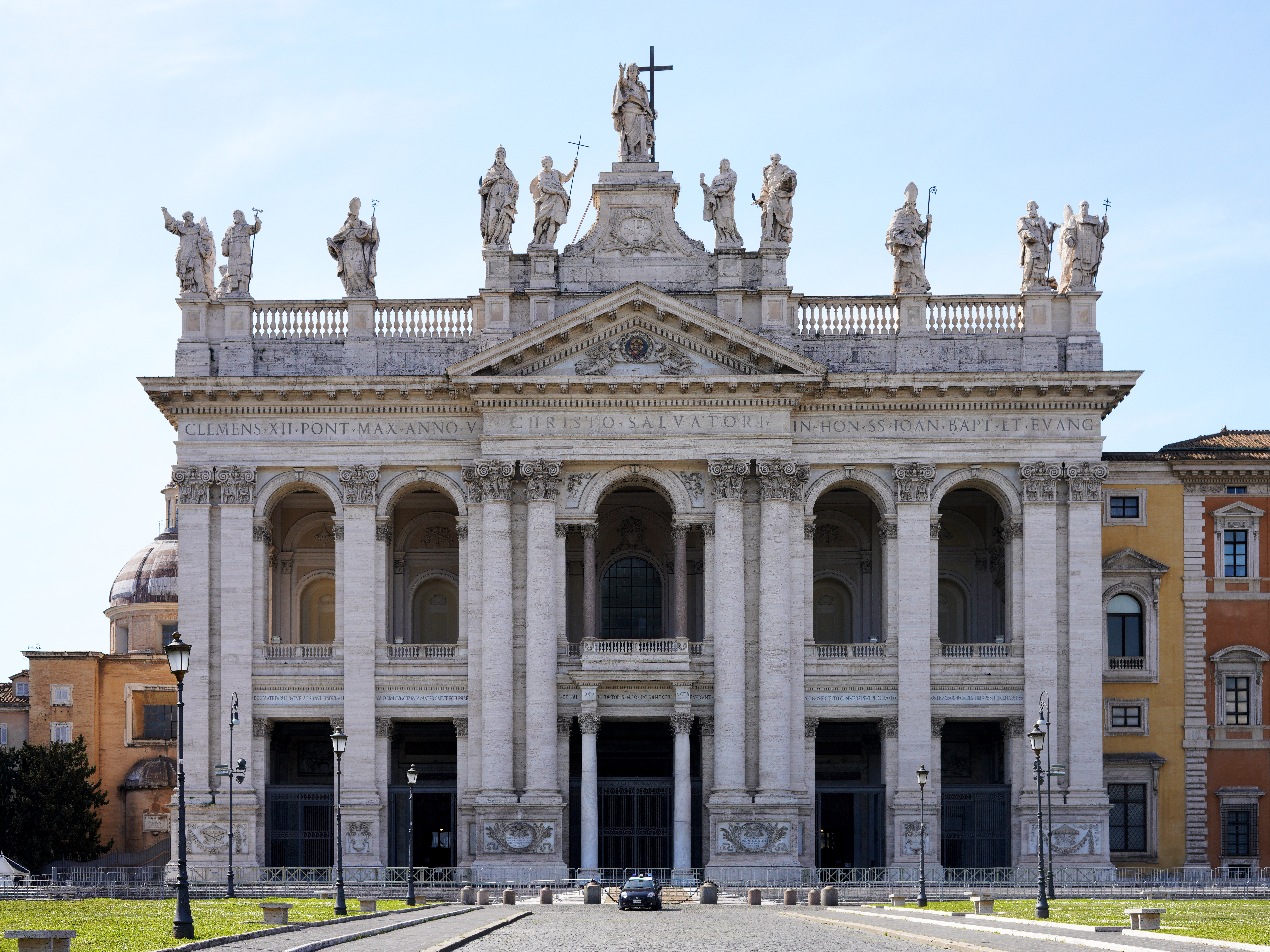
La cattedrale di San Giovanni in Laterano a Roma è ufficialmente la Madre di tutte le Chiese cattoliche di Roma e del mondo.

L’attributo "cattolica" (derivante dal greco antico "καθολικός", katholikós, che significa "universale") venne associato alla Chiesa fin dai primi secoli del cristianesimo per sottolineare la sua universale estensione e missione, cioè la sua vocazione a essere presente in tutto il mondo, come attestato, tra gli altri, da Sant'Ignazio di Antiochia nella sua Lettera ai cristiani di Smirne (circa 107 d.C.), dove si legge: "Dove c'è Cristo Gesù, lì è la Chiesa cattolica".
Tuttavia, fu con l’editto di Milano (313 d.C.), promulgato dagli imperatori Costantino e Licinio, che la Chiesa cristiana ottenne il riconoscimento legale all’interno dell’Impero romano, segnando l’inizio della sua progressiva affermazione pubblica e istituzionale. Dopo la Riforma protestante del XVI secolo, il termine venne utilizzato con maggiore specificità per indicare la Chiesa rimasta in comunione con il vescovo di Roma, in contrapposizione alle nuove confessioni cristiane sorte in quell’epoca (protestanti) e alle Chiese orientali che già dal Grande Scisma del 1054 si erano separate (ortodosse). Il Concilio di Trento (1545–1563), convocato in risposta alla Riforma, contribuì ulteriormente a definire l’identità dottrinale e istituzionale della Chiesa cattolica rispetto ad altre confessioni cristiane.

## Storia
Se si pone attenzione soprattutto agli svolgimenti delle istituzioni civili in Europa, e alle relazioni della Chiesa con esse, allora si distinguono convenzionalmente 4 fasi della storia della Chiesa:
1. Età antica (I-VIII secolo): Questa fase inizia con la predicazione di Gesù Cristo e si estende fino al sorgere del Sacro Romano Impero con Carlo Magno. Include la diffusione del cristianesimo, le persecuzioni, l'Editto di Milano (313 d.C.) che sancisce la legalizzazione del cristianesimo nell'Impero Romano, e il consolidamento della Chiesa sotto Costantino. L'epoca termina con l'inizio dell'Alto Medioevo e l'ascesa del potere politico di Carlo Magno.[24]
2. Età medievale (VIII-XV secolo): In questa fase, il cristianesimo si radica in tutta l'Europa, con la creazione del Sacro Romano Impero e la stretta connessione tra la Chiesa e il potere politico. La Chiesa diventa un attore centrale della vita sociale e politica, specialmente in Occidente. Il periodo copre eventi chiave come la formazione delle monarchie nazionali (principalmente Francia e Spagna), le Crociate, il rafforzamento del papato, e la nascita delle università medievali. La fine di questa fase si può collocare con l'inizio delle monarchie nazionali nel XIV-XV secolo e con il declino del potere temporale della Chiesa[25].
3. Età moderna (XV-XVIII secolo): Questo periodo comprende l'epoca dei grandi concili (come il Concilio di Trento) e la Riforma protestante, che segna la rottura dell'unità religiosa dell'Europa occidentale, con la nascita del movimento luterano e la successiva frammentazione del cristianesimo in diverse confessioni. Il periodo culmina con eventi significativi come la Rivoluzione francese, che provoca una serie di cambiamenti politici, sociali ed ecclesiastici, segnando la fine del potere temporale della Chiesa e l'inizio della separazione tra Stato e Chiesa in molte nazioni europee.[26]
4. Età contemporanea (dalla Rivoluzione francese ai nostri giorni): In questa fase, la Chiesa affronta il processo di modernizzazione, le sfide della secolarizzazione, e il confronto con la crescita degli Stati moderni e la perdita di potere temporale. Eventi significativi includono la diffusione del cristianesimo nel mondo non europeo, la nascita del movimento ecumenico, i concilî del XX secolo (in particolare il Concilio Vaticano II), e il continuo dialogo interreligioso e il coinvolgimento in questioni sociali e politiche globali.[27]

## Descrizione

### Caratteristiche

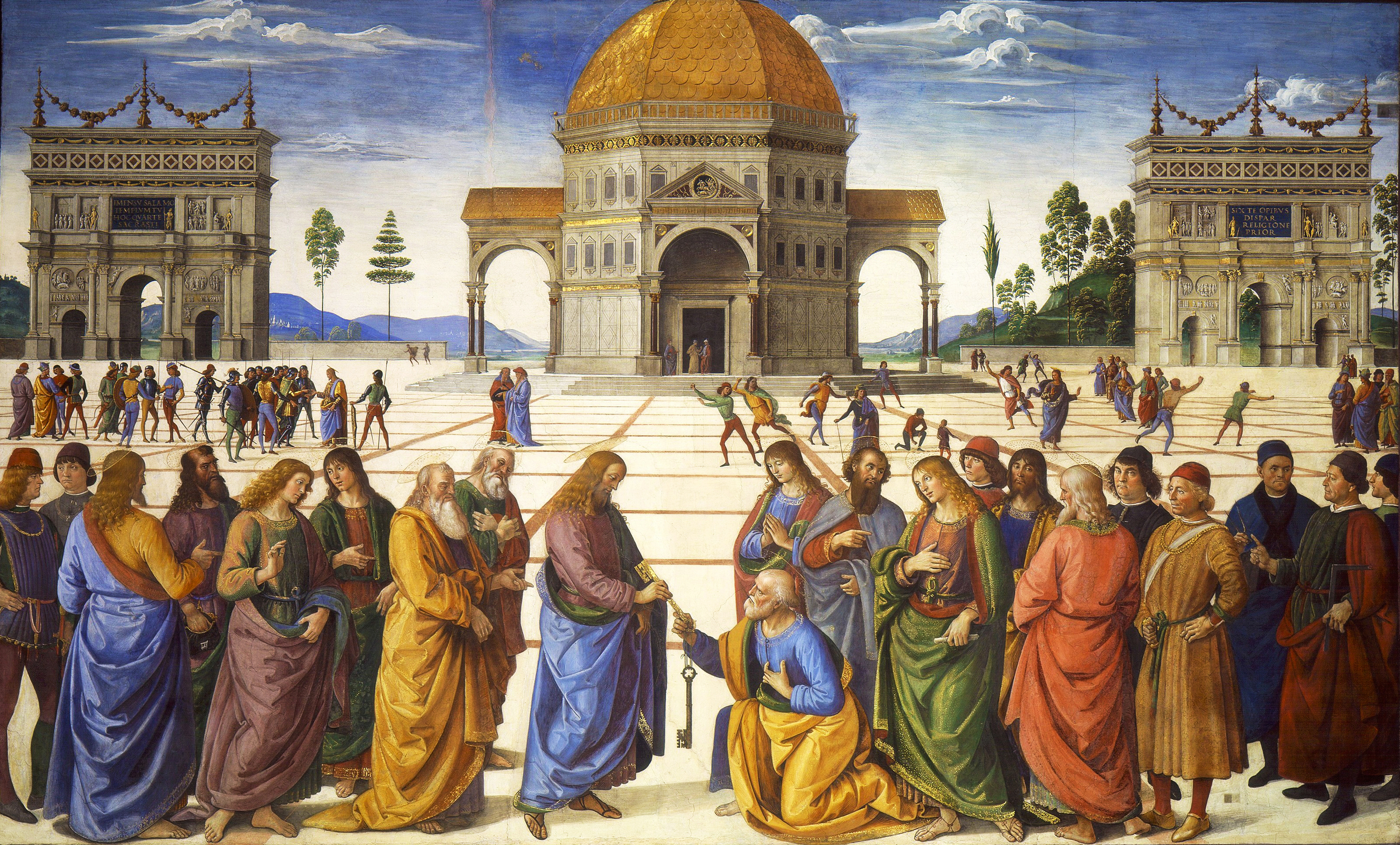
Consegna delle chiavi di Pietro Perugino (1481-1482), Cappella Sistina in Città del Vaticano

La Chiesa cattolica si distingue, sin dalle origini, per il riconoscimento del primato dell'apostolo Pietro, noto anche come primato petrino, considerato fondamento della sua struttura gerarchica. Secondo la costituzione dogmatica Lumen gentium del Concilio Vaticano II, «l’unica Chiesa di Cristo [...] sussiste nella Chiesa cattolica, governata dal successore di Pietro e dai vescovi in comunione con lui».
Nel Vangelo secondo Matteo si trova la cosiddetta "Confessione di Pietro", momento in cui Gesù, rivolgendosi a Simon Pietro, lo rinomina "Cefa" (cioè "roccia", da cui "Pietro") e afferma: «Tu sei Pietro, e su questa pietra edificherò la mia Chiesa» (Mt 16,18-19). Secondo l’interpretazione cattolica, questo gesto rappresenta il conferimento di un’autorità piena e universale sull'intera Chiesa, confermata nel tempo e ribadita in modo solenne durante il Concilio Vaticano I.
I successori di Pietro, vescovi di Roma, sono detti "Vicari di Cristo", in quanto rappresentanti della sua autorità sulla terra.
Secondo la tradizione cattolica, la nascita della Chiesa è fatta risalire simbolicamente al mattino di Pasqua, quando Cristo risorto si manifesta ai discepoli, e si realizza pienamente nel giorno di Pentecoste, con la discesa dello Spirito Santo sugli Apostoli. Da quel momento la comunità cristiana inizia a compiere il mandato missionario di Gesù: «Andate dunque e ammaestrate tutte le nazioni [...] ]» (Mt 28,19-20).
La sua diffusione fu rapida e continua in numerose aree dell'Impero romano, anche se venne riconosciuta come lecita solo nel IV secolo con l'editto di Milano di Costantino I. La sua capacità di conversione fu dovuta anche al fatto di voler manifestare la propria religione non come una credenza associata esclusivamente a un particolare popolo (quale era ad esempio quella ebraica), ma di presentarsi come ecclesia, comunità di credenti aperta a tutti, indipendentemente dall'appartenenza di ognuno. Espressione di una "religione universale", il suo insegnamento, tramite cui si fece interprete della legge morale naturale, fu ed è indirizzato, oltre le divisioni di classe, di razza, di genere e di nazione, a tutti gli uomini.
La Chiesa cattolica continua a esistere oggi nella forma di comunione gerarchica guidata dal Papa, vescovo di Roma, in unione con tutti i vescovi del mondo. Essa insegna che «il popolo di Dio, restando uno e unico, si deve estendere a tutto il mondo e a tutti i secoli» e perciò tende «a ricapitolare tutta l'umanità [...] in Cristo capo, nell'unità del suo Spirito» (Lumen gentium, n. 13).
Gli insegnamenti ufficiali, l'organizzazione interna e la disciplina ecclesiastica sono raccolti e codificati nel Catechismo della Chiesa Cattolica, nell'Annuario Pontificio, nel Codice di Diritto Canonico e nel Codice dei canoni delle Chiese orientali.

### Dottrina

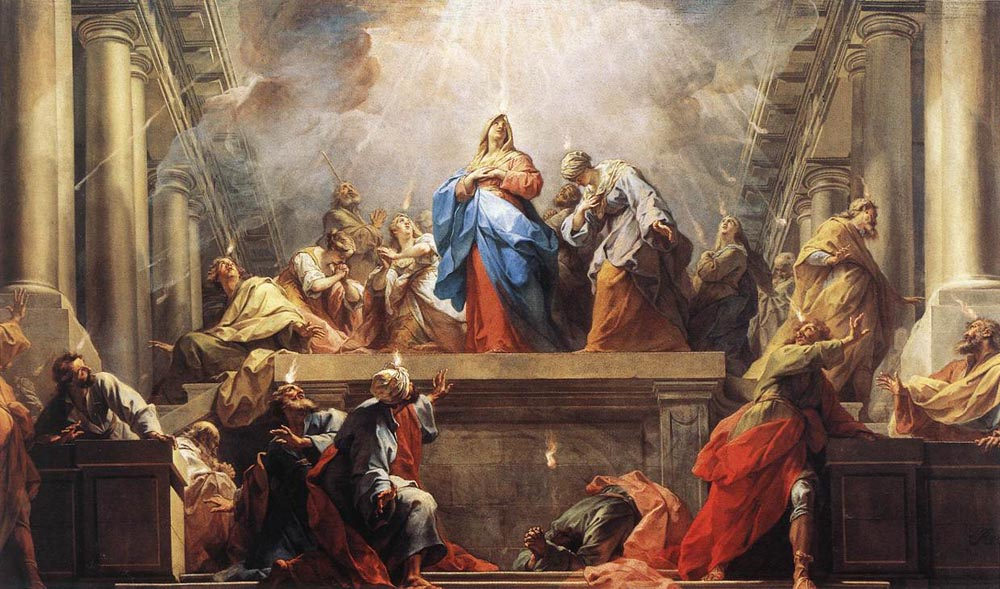
Pentecôte, Jean II Restout (1732) Questa immagine rappresenta la discesa dello Spirito Santo sugli Apostoli durante la Pentecoste, un tema centrale nella dottrina e nella missione della Chiesa cattolica.

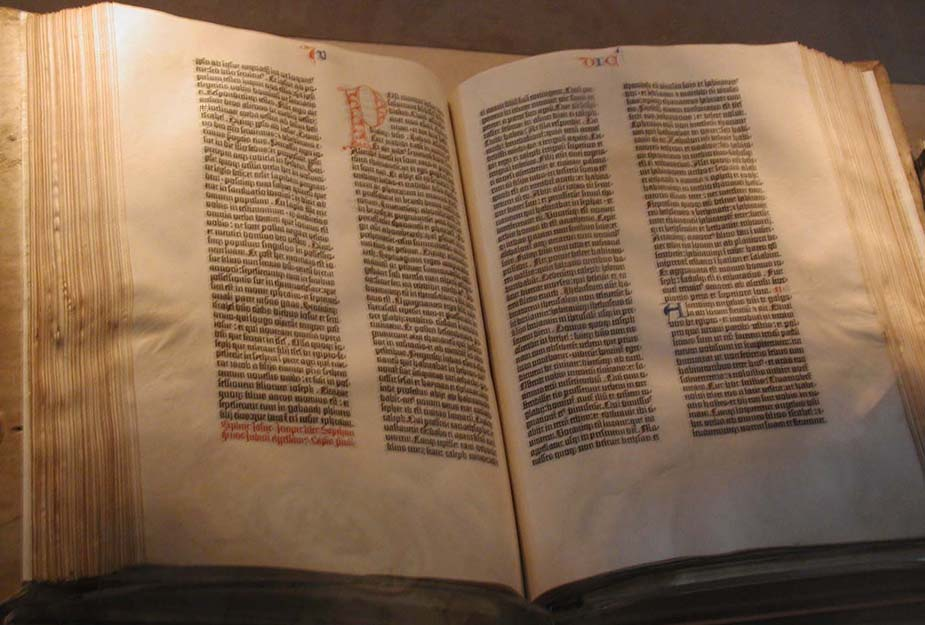
La Bibbia, unita alla "Tradizione apostolica", è la fonte della "Rivelazione": immagine della Bibbia di Gutenberg, la prima bibbia stampata (basata sul testo della Vulgata, la bibbia tradotta in latino da san Gerolamo nel V secolo).

La Chiesa cattolica afferma l'esistenza di un unico Dio (monoteismo) in tre persone distinte e consustanziali, Padre, Figlio e Spirito Santo, creatore dell'universo e il datore della vita e del bene. L'uomo, creato a immagine e somiglianza di Dio, è dotato di libero arbitrio, cioè ha la capacità di scegliere fra il bene e il male. Dio ha progressivamente rivelato sé stesso e stabilito un'alleanza dapprima con il popolo d'Israele e poi, attraverso Israele, a tutte le genti, portando a compimento l'alleanza nel Messia, Gesù Cristo, Figlio di Dio della stessa natura del Padre; Egli avrebbe così compiuto l'Antica Legge e portato la nuova Salvezza a tutti i popoli, con una nuova Alleanza. L'opera di Gesù prosegue nella Chiesa cattolica, guidata dallo Spirito Santo e istituita da Dio per la salvezza di tutte le genti.
La missione della Chiesa si esercita attraverso gli insegnamenti, la preghiera, la liturgia e l'amministrazione dei sacramenti mediante i quali Dio offre in dono la grazia. Secondo la dottrina cattolica, la rivelazione divina ha due fonti complementari: la Sacra Scrittura (cioè la Bibbia) e la Tradizione Apostolica, inseparabili tra loro. La Bibbia è considerata ispirata da Dio ed è parte integrante della fede cattolica, alla luce della quale la Chiesa interpreta e sviluppa il proprio insegnamento.
Per lo sviluppo e l'esposizione della dottrina, vengono considerati autorevoli i canoni di 21 concili ecumenici, di cui i primi sette sono in comune con le Chiese orientali, gli scritti dei Padri della Chiesa e il magistero ordinario, con cui il papa insegna in qualità di successore di Pietro.
Una sintesi moderna di tutta la dottrina cattolica può essere trovata nel Catechismo della Chiesa cattolica, la cui ultima versione è stata redatta nel 1992 sotto papa Giovanni Paolo II da una commissione presieduta dal cardinale Joseph Ratzinger, poi papa Benedetto XVI. Nel 2005 è stato pubblicato il Compendio del Catechismo, che adotta la formula a domande e risposte per una più agile comprensione. La fede cattolica è condensata nel Simbolo degli apostoli, che riassume le principali verità del credo.

### Liturgia

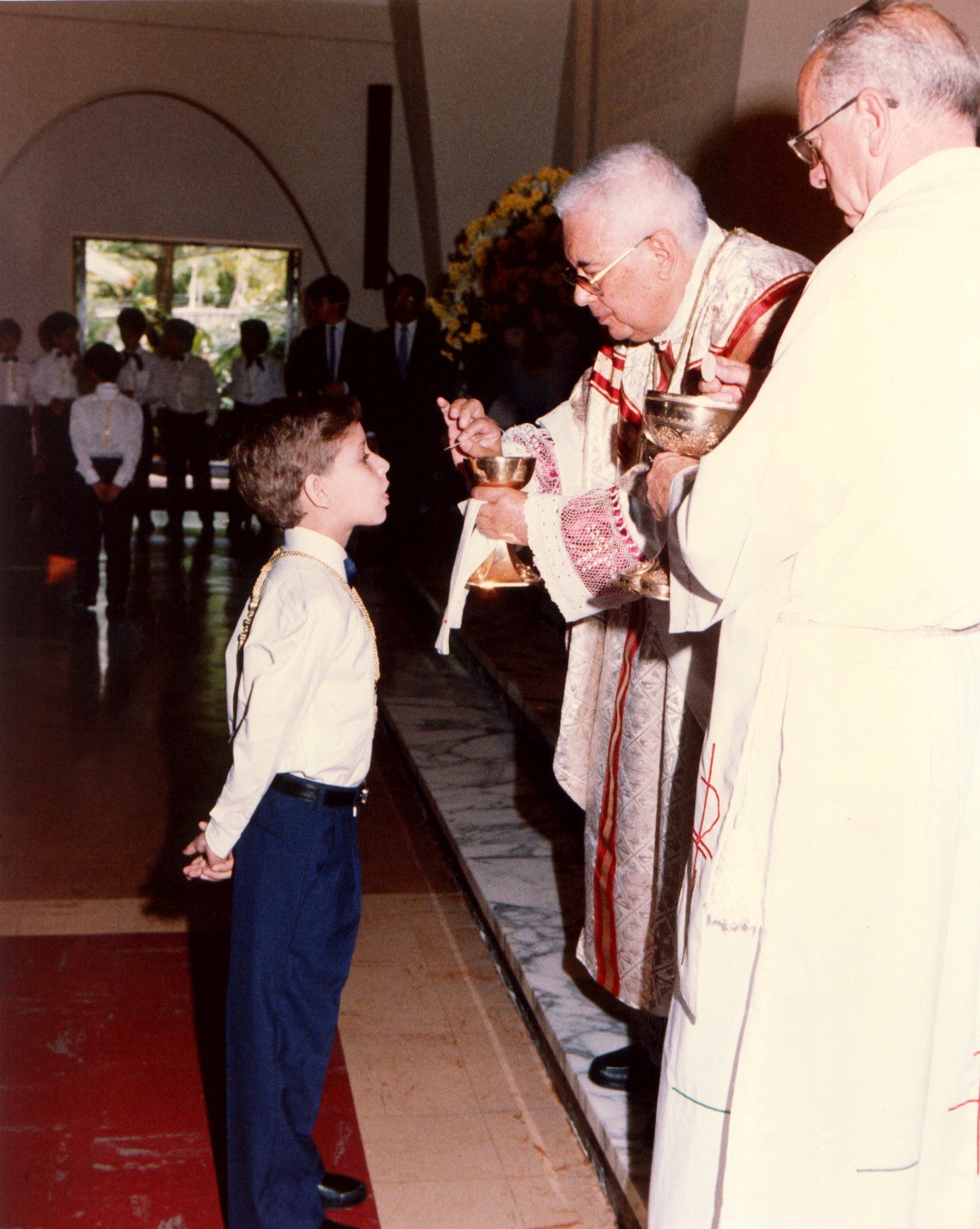
La celebrazione eucaristica

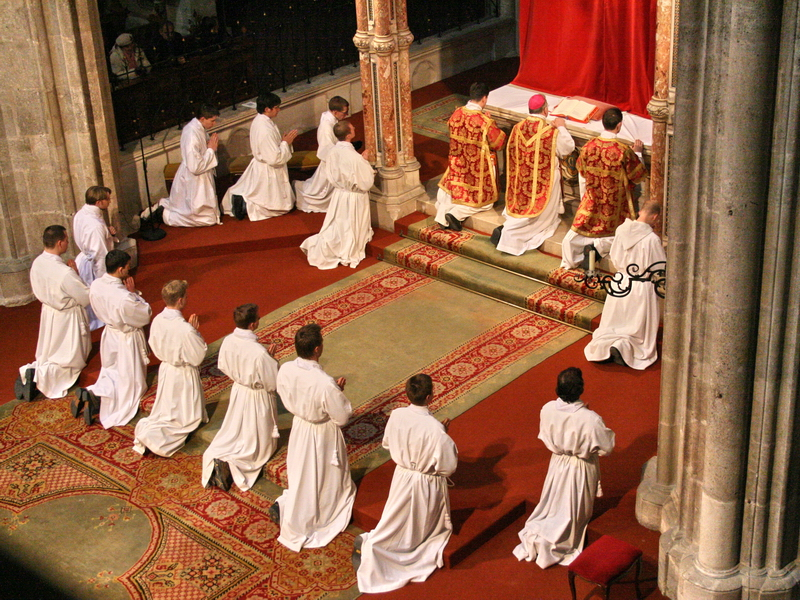
Liturgia del Venerdì santo

La liturgia è il culto pubblico della Chiesa. Essa consiste nei sacramenti e nella preghiera pubblica, secondo le feste dell'anno liturgico. Le forme sono molto variate nel corso dei secoli e, fino agli anni sessanta del XX secolo, nelle Chiese cattoliche di rito romano e ambrosiano essa era celebrata soltanto in latino, ragione per cui la Chiesa cattolica occidentale era anche detta Chiesa latina. Oltre al Rito romano, in assoluto il più diffuso, esistono tuttora altri riti latini, conservati in alcune zone, fra cui:
- il Rito ambrosiano diffuso nell'arcidiocesi di Milano e in alcuni decanati limitrofi, principale tra i riti latini a minor diffusione;
- il Rito di Braga (o bracarense) (nell'arcidiocesi di Braga, in Portogallo);
- il Rito gallicano o lionese (a Lione, in Francia);
- il Rito mozarabico (principalmente nella cattedrale di Toledo, in Spagna).

Le liturgia varia in base ai riti e alle famiglie liturgiche: il più diffuso, specialmente in occidente, è il rito romano, che è anche il più seguito in Italia.
La Chiesa cattolica celebra l'eucaristia o (santa) messa, in modo particolare la domenica e gli altri giorni festivi come celebrazione solenne e festosa della "resurrezione di Cristo", considerata conseguenza diretta del suo sacrificio sul Calvario. Messe feriali sono celebrate tutti i giorni a parte il Venerdì santo e il Sabato santo (giorni aliturgici).
Altro pilastro della preghiera liturgica è la Liturgia delle ore (o ufficio divino), che consiste nella "consacrazione" di ore canoniche nel corso del giorno e della notte. Le principali ore sono Lodi e Vespri, rispettivamente preghiera del mattino e della sera. Le preghiere consistono principalmente in salmi. Possono essere aggiunti da uno a tre periodi di preghiera intermedi (Terza, Sesta e Nona) e un'altra preghiera dopo il tramonto (Compieta), e un altro periodo variabile dedicato principalmente a letture dalla Bibbia e a padri della Chiesa. Come per la messa, la liturgia delle ore ha ispirato importanti composizioni musicali dal canto gregoriano alla polifonia, fino alle complesse orchestrazioni dell'età barocca.
Il rito romano è in assoluto il più diffuso nella Chiesa cattolica.
Nel 2007 papa Benedetto XVI legiferò che per la messa ci sono due usi del rito romano: quello del Messale romano promulgato da Paolo VI ("espressione ordinaria" del rito) e quello dell'edizione di Giovanni XXIII del Messale romano promulgato da Pio V ("espressione straordinaria" dello stesso rito). Nel 2021 papa Francesco legiferò invece che del rito romano esiste una sola espressione: «I libri liturgici promulgati dai santi Pontefici Paolo VI e Giovanni Paolo II, in conformità ai decreti del Concilio Vaticano II, sono l'unica espressione della lex orandi del Rito Romano».

#### Eucaristia
L'eucaristia è il sacramento centrale della fede cattolica, definito come la presenza reale di Gesù Cristo sotto le specie del pane e del vino, che, secondo la dottrina cattolica della transustanziazione, si trasformano sostanzialmente, durante la celebrazione della messa, nel corpo e nel sangue di Cristo, pur mantenendo le apparenze sensibili. È considerata "il sacramento dei sacramenti" perché rende presente in modo misterioso e reale il sacrificio di Cristo, rendendo partecipi i fedeli della sua vita e redenzione. Il Catechismo della Chiesa cattolica, infatti, dice così al n. 1324:
(Catechismo della Chiesa cattolica, n. 1324)
L'eucaristia è celebrata quotidianamente nelle chiese cattoliche, con particolare rilievo la domenica e nelle principali festività liturgiche, come il Giovedì santo e la solennità del Corpus Domini.

### Culto mariano

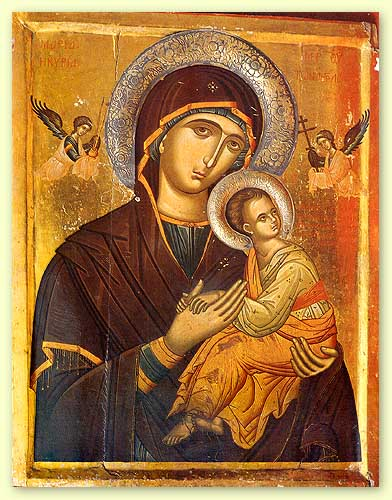
La Madonna, che è vista spesso come immagine stessa della Chiesa che in sé custodisce Gesù.

La Chiesa cattolica è stata anche il primo e più vasto centro di culto verso Maria, la Madre di Gesù.
Il culto di Maria è previsto dalla liturgia della Chiesa fin dalle origini, sia come oggetto di venerazione in sé stesso, sia come elemento potentissimo di intercessione presso Gesù Cristo. Oltre a ciò, Maria è vista anche come modello di imitazione.
Dal punto di vista storico, la sua opera di mediazione tra l'umanità e Cristo si spiega con l'investitura che ricevette da Gesù sulla croce, quando venne "donata" agli uomini per farli sentire più vicini a Lui. Soprattutto dopo l'ascensione di Gesù, Maria rimase il punto di riferimento per la comunità dei credenti appena sorta, preservandone l'unità di fronte alle nuove sfide e alle potenziali discordie che caratterizzarono la primissima era cristiana. Il culto verso la Beata Vergine andò poi aumentando fino a quando si arrivò a una notevole diffusione dopo il concilio di Efeso (431), che la riconobbe ufficialmente come "Madre di Dio" (Theotókos).
Nell'esortazione apostolica Marialis Cultus di papa Paolo VI del 1974 al culto di Maria vengono date le seguenti indicazioni: esso deve attingere il più possibile alle Sacre Scritture, va collocato nel ciclo annuale delle liturgie ecclesiastiche, ha un orientamento ecumenico (volto cioè a promuovere l'unità dei cristiani), e guarda a Maria come a un modello di vergine, di madre e di sposa. Nell'Esortazione sono comprese anche descrizioni e suggerimenti circa la preghiera del Santo Rosario, uno dei principali esercizi attraverso cui la Chiesa manifesta la propria devozione a Maria; sul Rosario è tornato Giovanni Paolo II con la lettera apostolica Rosarium Virginis Mariae del 2002 per aggiungere ai quindici tradizionali misteri della gioia, del dolore e della gloria, cinque «misteri della luce» riguardanti la vita pubblica di Gesù (Battesimo, Nozze di Cana, Predicazione del Regno, Trasfigurazione, Istituzione dell'eucaristia). Giovanni Paolo II nel 1986 ha anche fatto pubblicare un nuovo messale comprendente messe specifiche da dedicare alla Beata Vergine.

### Relazioni con altre confessioni cristiane
Dei 21 concili ecumenici riconosciuti dalla Chiesa cattolica i primi sette sono accettati dalle Chiese ortodosse di tradizione bizantina, la famiglia delle Chiese ortodosse "pre-Calcedoniane" riconosce i primi tre e i cristiani di tradizione nestoriana solo i primi due.
Il dialogo ha mostrato che benché la separazione sia avvenuta molti secoli fa, le differenze nella dottrina concernono più spesso formule e riti che elementi sostanziali.
Emblematica è la Dichiarazione Cristologica Comune tra la Chiesa Cattolica e la Chiesa Assira Orientale sottoscritta da «Sua Santità papa Giovanni Paolo II, vescovo di Roma e Papa della Chiesa Cattolica, e Mar Dinkha IV, patriarca della Chiesa Assira Orientale» l'11 novembre 1994.
La differenza tra le due Chiese ruota intorno a questioni antiche quali la disputa sulla legittimità dell'espressione «Madre di Dio» o di «Madre di Cristo» riguardo a Maria che emerse nel concilio di Efeso nel 431. Mentre la tradizione della Chiesa cattolica utilizza entrambe le espressioni, la Chiesa assira si riferisce a Maria come «Madre di Cristo nostro Dio e Salvatore». La dichiarazione enuncia che entrambe le chiese riconoscono la natura sia umana sia divina di Gesù e che «Entrambi riconosciamo la legittimità e correttezza di queste espressioni della stessa fede e rispettiamo le preferenze di ciascuna Chiesa nella sua vita liturgica».
Le controversie maggiori riguardano il riconoscimento del primato papale e il timore che l'unione ecclesiale si risolva in un assorbimento delle chiese di minore dimensione da parte della numericamente maggiore componente latina della Chiesa cattolica e l'accantonamento o l'abbandono di antiche e ricche eredità teologiche, liturgiche e culturali. Inoltre, le controversie vertono sul culto e sull'adorazione del pane consacrato, sul culto dei santi e della Madonna.

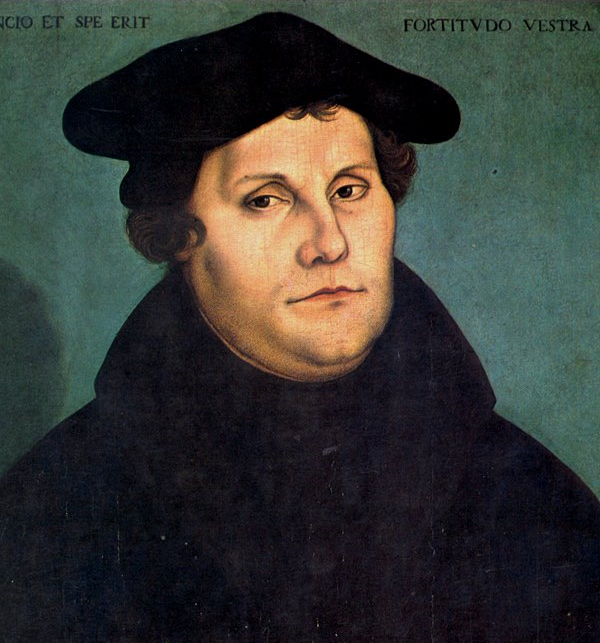
Martin Lutero, il teologo tedesco che diede inizio allo scisma protestante

Sussistono differenze molto maggiori con le dottrine delle Chiese riformate, che i cattolici ritengono avere rotto con la tradizione del passato mentre esse, per parte loro, ritengono Roma aver rotto con gli insegnamenti degli apostoli, per come si ricavano dal Nuovo Testamento. Tuttavia anche con queste Chiese il dialogo è cominciato almeno dal Concilio Vaticano II, mentre alcune differenze sono andate attenuandosi con la semplificazione del rito della Messa, la diffusione della Bibbia, la comune ricerca storica.
Dal 2009 la Chiesa cattolica, con la costituzione apostolica Anglicanorum coetibus firmata da Benedetto XVI, ha invece aperto le porte ai fedeli della Chiesa anglicana desiderosi di entrare in comunione con Roma, con la creazione di ordinariati personali che conservano il patrimonio liturgico e spirituale della Chiesa d'Inghilterra. Tale apertura è stata interpretata dai più come un tentativo di ricostituire l'unità con i tradizionalisti anglicani, fuoriusciti dalla Chiesa d'Inghilterra, in quanto dissenzienti sull'apertura del sacerdozio alle donne e su altre questioni controverse.

### Risorse economiche
Occorre distinguere tra la Santa Sede, lo Stato della Città del Vaticano e le singole Chiese locali, i cui vescovi sono normalmente organizzati nei sinodi delle Chiese Orientali, nelle Conferenze episcopali di rito latino e in simili organismi.
Le risorse economiche della Santa Sede sono amministrate dalla Prefettura per gli Affari Economici.
Le fonti di reddito principali della Santa Sede sono:
- L'Obolo di San Pietro, costituito dalle elemosine offerte al papa dai fedeli in tutto il mondo: nel 2013 il gettito è stato di 78 milioni di dollari.[53]
- Gli incassi dei Musei Vaticani (circa 4 milioni di visitatori all'anno).
- I profitti realizzati dall'Istituto per le opere di religione (IOR), istituto bancario incaricato di investire il patrimonio della Santa Sede.

Le Conferenze episcopali nazionali gestiscono autonomamente il bilancio della Chiesa nei vari Paesi, raccogliendo le offerte dei fedeli e, in alcuni Paesi, godendo di finanziamenti dallo Stato. In Italia, in base al Concordato del 1984, ogni cittadino può scegliere di versare l'8 per mille dell'IRPEF alla Conferenza Episcopale Italiana (poco meno di un miliardo di euro nel 2018) o ad altre confessioni religiose che hanno concluso con lo Stato Intese che prevedano questa forma di finanziamento..
Il contributo dell'8 per mille non serve a finanziare lo Stato Vaticano e nemmeno la Santa Sede, ma viene impiegato per il sostentamento del clero e per spese di culto e caritative della Conferenza Episcopale Italiana, di cui si dispone di un rendiconto e della ripartizione. Inoltre sono attualmente previste dalle normative fiscali agevolazioni (come l'esenzione ICI, l'abbattimento del 50% dell'IRES, agevolazioni IRAP) per le istituzioni religiose, ospedaliere, educative, tra cui anche quelle dipendenti dalla Chiesa cattolica. Inoltre vi sono particolari situazioni di beneficio dovute all'extraterritorialità di alcuni beni del Vaticano.
Molti tra i ricavi della Santa Sede vengono elargiti alle popolazioni bisognose di aiuto attraverso il Dicastero per il servizio dello sviluppo umano integrale.
Nel 2013 il valore del patrimonio immobiliare della Chiesa cattolica, a livello mondiale, si aggirava sui 2 000 miliardi di euro. In Italia, si stima che circa il 15% del valore complessivo del patrimonio immobiliare appartesse alla Chiesa cattolica.

### Critiche
Nel corso dei secoli alla Chiesa cattolica sono state mosse accuse di vario tipo, sia dal punto di vista religioso sia politico. Nei primi secoli del cristianesimo, le accuse erano provenienti dagli ambienti popolari della religione tradizionale greco-romana, di infanticidio e incesto; nel Medioevo, provenienti da gruppi pauperistici, di avere abbandonato l'opzione di Gesù in favore dei poveri; con il protestantesimo, di avere pervertito le pure dottrine dei tempi antichi e della Bibbia (centro dell'attività dei riformatori); con l'illuminismo e il positivismo ci furono accuse di oscurantismo, cioè di voler ostacolare il trionfo della ragione prima e della scienza poi, esemplificato in istituzioni e episodi come l'inquisizione, il processo a Galileo Galilei e a Giordano Bruno. Il comunista russo Trockij, citando il liberale inglese Lloyd George, definì la Chiesa romana come "la centrale elettrica del conservatorismo". La Chiesa cattolica è stata accusata, anche dai nazisti, di essere un'organizzazione omosessuale, soprattutto per quanto riguarda la vita monastica; mentre dalla seconda metà del XX secolo fra le accuse più comuni sono da ricordare quelle relative alla storia del rapporto con l'ebraismo, l'omofobia e il maschilismo nelle istituzioni cattoliche.
Recentemente la scoperta di atti di pedofilia perpetrati da alcuni ecclesiastici omosessuali ha condotto allo scoppiare dello scandalo dei preti pedofili, negli Stati Uniti e anche in Italia.
Papa Giovanni Paolo II ha riconosciuto pubblicamente che ci sono stati membri sia tra i fedeli laici sia tra il clero (inclusi vescovi e papi) che si sono macchiati di colpe e ha invocato il perdono di Dio e degli uomini per i peccati «dei figli e delle figlie della Chiesa», sia riguardo alle azioni sia alle omissioni. Il 12 luglio 2008, in occasione del viaggio apostolico in Australia, a chi gli domandava se si sarebbe scusato, papa Benedetto XVI ha risposto:
Il successivo 20 luglio il papa celebrò la Messa con un gruppo di vittime, le cui tristi vicende ha poi ascoltato con attenzione.
Anche in occasione della Messa di conclusione dell'Anno Sacerdotale dell'11 giugno 2010 Benedetto XVI ha ribadito le sue scuse alle vittime:
Esistono infine ricorrenti critiche che riguardano i rapporti tra alcuni Stati e Chiesa romana: in particolare, ci sono filoni culturali, ideologici e politici che contestano l'influenza esercitata dalle gerarchie cattoliche sui governi di vari paesi nelle scelte di ordine etico - morale. Da questi filoni la Chiesa cattolica come tutte le associazioni pro-vita o altre fedi religiose, sono ritenute ostacolo per alcune ricerche scientifiche, come quelle che richiedono l'uso di embrioni per ottenere cellule staminali embrionali, sia la considerazione come diritti civili di alcune scelte a notevole impatto etico, come divorzio, interruzione volontaria di gravidanza, matrimonio tra persone dello stesso sesso, adozione da parte di coppie dello stesso sesso e utilizzo/diffusione dei metodi anticoncezionali. Altre Chiese cristiane (come alcune chiese protestanti), in Italia e in altre nazioni, hanno una visione diversa su alcuni di questi punti, oltre che sulla separazione tra Stato e confessioni religiose ("Laicità dello Stato").

## La denominazioneChiesa cattolica
Per comprendere la denominazione "Chiesa cattolica", occorre dapprima chiarire cosa si intenda per "cattolico".

### Il terminecattolico
Tre sono i significati principali del termine "cattolico": etimologico, confessionale, teologico.
- Etimologicamente, il termine "cattolico" viene dal greco καθολικός, che significa propriamente "completo", "tutto insieme". Questo è il significato primo del termine, così come viene esplicitato nel Credo niceno: "Credo la Chiesa una, santa, cattolica, apostolica...". Con ciò, tutti i cristiani credono che la Chiesa sia "universale", ossia chiamata dal suo fondatore alla diffusione universale del messaggio.
- Con le separazioni in seno alla Chiesa cristiana originaria, avvenute già nei primi secoli, ma poi inaspritesi con la separazione dall'Oriente cristiano (1054) e con la Riforma protestante del XVI secolo, il termine "cattolico" ha assunto un significato "confessionale", a indicare quella parte della Chiesa cristiana, fedele al Vescovo e Papa di Roma, e che riconosce in lui l'autorità suprema della Chiesa.
- Ciò non toglie che molte confessioni cristiane utilizzano il termine "cattolico" in riferimento a sé stesse in rapporto alla Chiesa universale, dando tuttavia al termine significati teologici differenti.

Il termine compare per la prima volta con Ignazio di Antiochia (I sec.) che si rivolge alla comunità di Smirne: «Là dove c'è Gesù Cristo ivi è la Chiesa cattolica» (Ad Smyrnaeos, 8).

### Storia del nomeChiesa cattolica

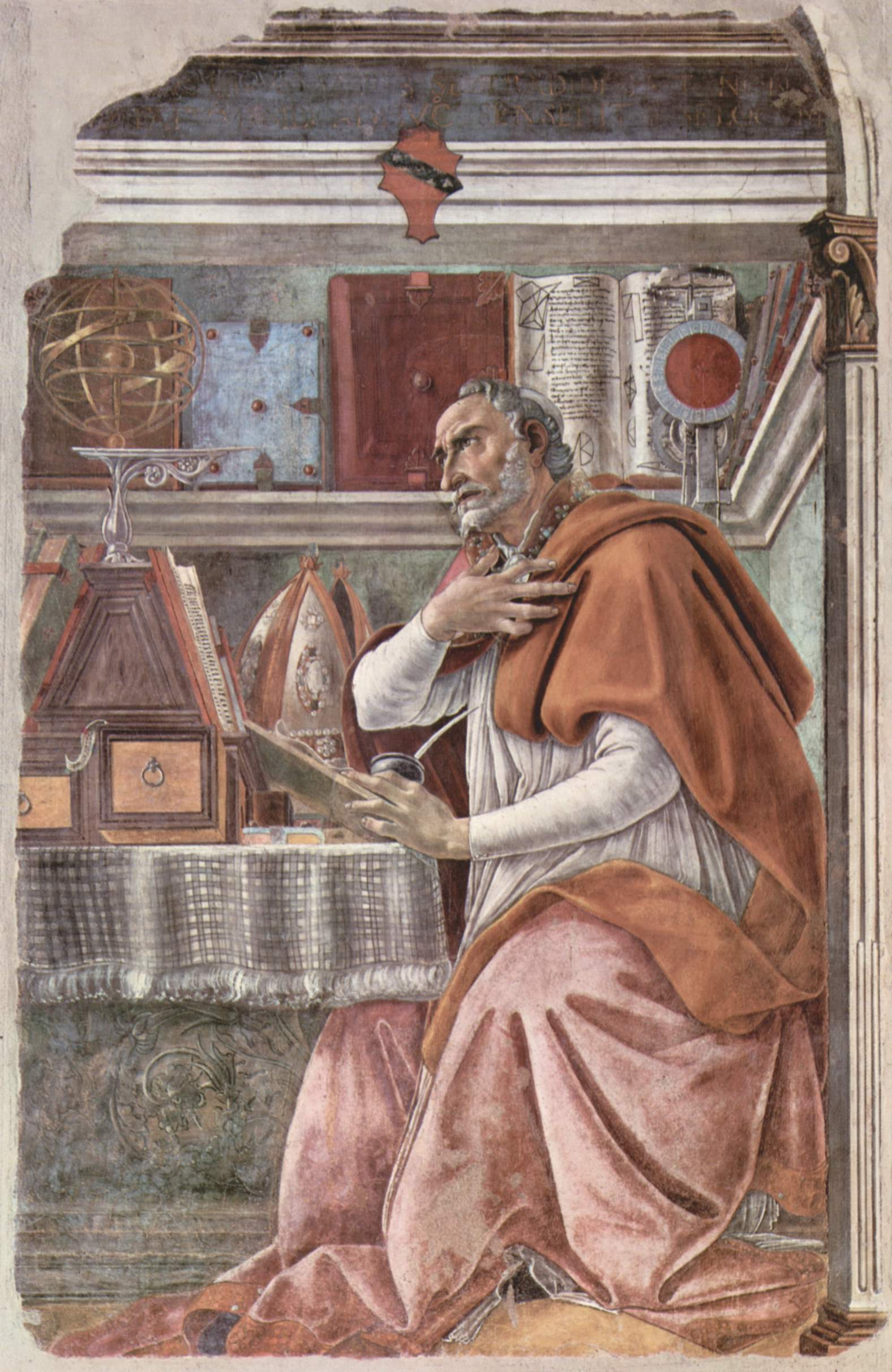
Agostino d'Ippona

Anticamente per Chiesa cattolica si intendevano tutti i cristiani la cui dottrina era considerata ortodossa; Agostino d'Ippona scrisse nel 397 riguardo ad alcune Chiese che considerava eretiche:
(Agostino d'Ippona, Contro la lettera di Mani, verso 4)
Fino all'anno Mille, prima dello scisma d'Oriente (1054), con il termine Chiesa cattolica si identificava l'intera Chiesa orientale e occidentale, e prima della Riforma protestante il termine "cattolico" non aveva assunto anche il significato confessionale che ha avuto dal concilio di Trento, che può essere considerato l'evento che ha formato la fisionomia moderna della Chiesa, anche in rapporto alle altre confessioni cristiane.
Oggi, in verità, tutte le Chiese cristiane che riconoscono il simbolo niceno-costantinopolitano si professano parte dell'una, santa, cattolica ed apostolica chiesa, non intendendo con questo la chiesa cattolica come confessione. In conseguenza del significato odierno del termine cattolico alcune chiese protestanti preferiscono la dizione Chiesa universale e aggiungono l'attributo romana alla dizione della Chiesa cattolica.

### Uso della denominazioneromana
La Chiesa cattolica venne reputata romana riguardo alla dimensione unitaria e direttiva della Chiesa di Roma per tutte le chiese particolari che compongono la Chiesa cattolica genericamente intesa. Fu cioè denominata "romana cattolica" essendo concepita come fondazione di una dimensione ecclesiale in cui essa si svelava madre e maestra delle Chiese particolari.
Secondariamente poi il nome di Chiesa cattolica romana appare nel linguaggio ecclesiale definito e stabilito della Chiesa romana medesima anche per identificare la Chiesa cattolica nel suo rapportarsi alle chiese separate. Così il termine di Chiesa cattolica romana si diffonde ulteriormente dopo le divisioni causate dagli scismi irrisolti nella compagine della grande Chiesa del millennio precedente, anche per ribadire un senso e una direzione dell'unità da ritrovare.

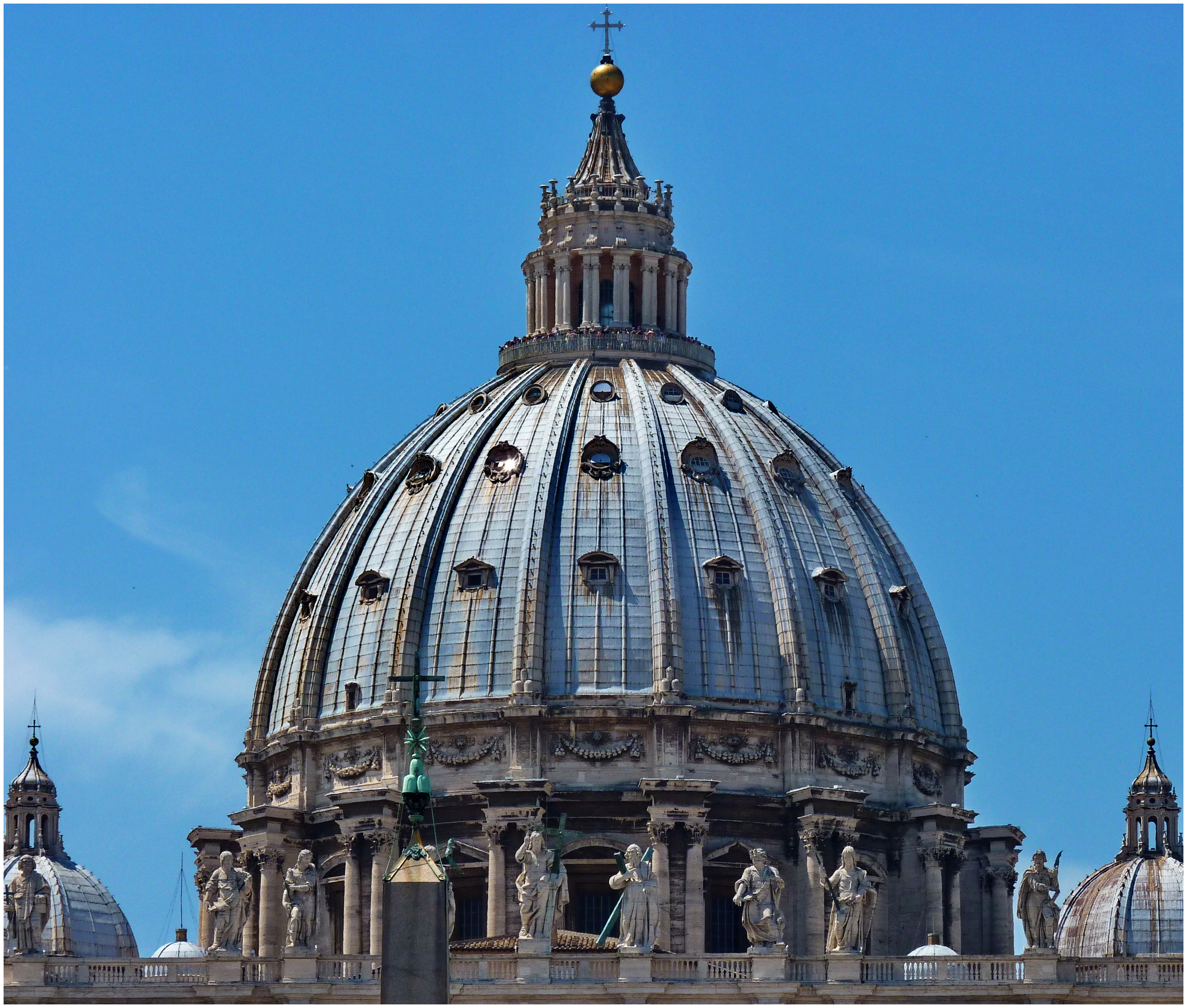
Cupola della Basilica di San Pietro, uno dei simboli della Chiesa di Roma.

Recentemente si è pure diffuso l'anglicismo Chiesa cattolica romana, derivato dall'inglese Roman Catholic Church. Questa denominazione aveva originariamente un significato polemico ed era intesa come un ossimoro dichiarante la limitazione geografica alla pretesa di universalità della Chiesa cattolica, oltre che essere analoga alla denominazione geografica di alcune chiese di stato protestanti. In realtà il termine vi risulta sottostimato, poiché la Chiesa cattolica romana è formata dalla Chiesa di Roma insieme a tutte le chiese particolari, orientali e occidentali.
L'Oxford English Dictionary, autorità in fatto di lingua inglese, dava la seguente spiegazione della locuzione «Roman Catholic» nel suo contesto culturale protestante, nella sua versione dell'inizio del XX secolo:
(New Oxford Dict., VIII, 766)
L'uso della re-interpretazione anglicana del termine "cattolici romani" ha in realtà un'origine più antica; uno scrittore di simpatie puritane, Percival Wiburn, usò il termine «Roman Catholic» ripetutamente nel suo articolo Checke or Reproofe of M. Howlet (in risposta a un gesuita che aveva scritto sotto lo pseudonimo di Howlet); scrisse ad esempio «voi cattolici romani che chiedete tolleranza» (p. 140), «parlous dilemma or streicht in cui voi cattolici romani siete stati portati» (p. 44).
Robert Crowley, anglicano, nel suo libro A Deliberat Answere, pubblicato nel 1588, pur adottando in preferenza termini quali «cattolici romisti» o «cattolici papisti», scrisse anche al riguardo: «who wander with the Romane Catholiques in the uncertayne hypathes of Popish devises» (p. 86).
Altri scritti simili risalenti al periodo poco successivo alla riforma protestante mostrano come termini quali «romano» fossero usati indifferentemente insieme a «papista» da parte di protestanti che rifiutavano l'uso del termine «cattolico» per definire i soli cristiani che riconoscevano l'autorità del papa.
Alcune Chiese cristiane utilizzano comunque il nome Chiesa cattolica anche in discorsi formali e in documenti da esse sottoscritti, ad esempio i documenti scritti in comune dalla Chiesa cattolica e dalla Federazione Mondiale delle Chiese Luterane e nelle "Comuni dichiarazioni cristologiche tra la Chiesa Cattolica e la Chiesa assira orientale".

### Altre Chiese cattoliche
Molte altre chiese cristiane si definiscono «Chiesa cattolica» o una sua parte, tra queste la Chiesa ortodossa d'oriente, la Chiesa ortodossa d'occidente, le Chiese anglicane e altre chiese cristiane.
Fra queste vi è la Chiesa vetero-cattolica che, pur riconoscendo il primato del papa, come successore di Pietro, non ne riconosce l'infallibilità e non è dunque in piena comunione con Roma. Le Chiese vetero-cattoliche si separarono infatti da Roma a seguito del concilio Vaticano I.
Sono da annoverare inoltre le comunità cattoliche in dissenso verso la Santa Sede come la Fraternità Sacerdotale San Pio X, che si rifà al patrimonio ecclesiale liturgico e teologico cattolico fino al Concilio Vaticano II.

### Altre definizioni
Per indicare l'uno o l'altro aspetto della propria dottrina, la Chiesa cattolica dà di sé stessa anche altre definizioni, non esaustive, come ad esempio gli appellativi Corpo mistico di Cristo, Popolo di Dio, Sacramento universale di salvezza (cf. Catechismo della Chiesa cattolica, 748-810). L'unione fra Cristo e la Chiesa cattolica è anche chiamata Christus totus (CCC 795). L'espressione Christus totus ha origine in sant'Agostino ed è considerata la sua dottrina più feconda nella riflessione sulla Chiesa, elaborata a partire da 1 Corinzi 12,27.

## Organizzazione ecclesiastica

### Suddivisioni territoriali
La Chiesa cattolica è composta da tutti i suoi battezzati e, da un punto di vista territoriale, è suddivisa in sedi chiamate diocesi nella Chiesa latina ed eparchie nelle Chiese orientali.
Alla fine del 2011 il numero delle circoscrizioni ecclesiastiche era di 2 966 (Annuario Pontificio del 2012). Alle diocesi si affiancano altre forme di Chiesa particolare come le prelature (sia territoriali sia personali) gli ordinariati o le amministrazioni apostoliche.
Le diocesi e normalmente anche le altre circoscrizioni sono affidate a un vescovo (eparca per le eparchie), che è considerato successore degli apostoli. A capo del collegio dei vescovi sta il vescovo di Roma, il papa, che è considerato il successore dell'apostolo Pietro.
Ogni diocesi è suddivisa in parrocchie, rette da un parroco o da un amministratore parrocchiale. Con il Concilio di Trento (1545-1562), venne data grande importanza anche alle parrocchie rurali, mentre più anticamente erano state le pievi, raggruppamenti di paesi intorno al centro più grande della zona, a segnare la divisione delle diocesi.

### Chiese e riti cattolici

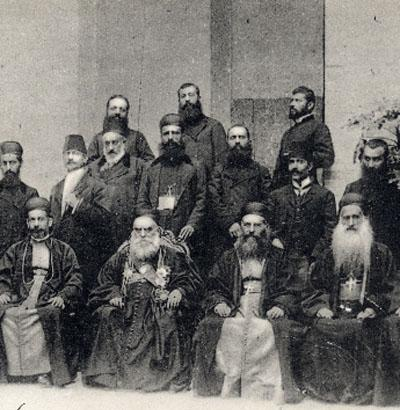
Il patriarca Elias Boutros Hoayek e i vescovi della Chiesa maronita riuniti a Roma, 1906

La Chiesa cattolica è costituita dalla comunione di diverse Chiese sui iuris (distinte per forme di culto liturgico e pietà popolare, disciplina sacramentale e canonica, terminologia e tradizione teologica):
- Chiesa latina, che comprende al suo interno sia il rito romano sia quello ambrosiano e altri riti, ed è la chiesa in cui il papa svolgeva anche la funzione patriarcale.
- Chiesa cattolica armena;
- Chiesa cattolica caldea e siro-malabarese;
- Chiesa cattolica copta, etiope e eritrea
- Chiesa greco-cattolica melchita;
- Chiesa cattolica maronita;
- Chiesa cattolica sira e siro-malankarese;
- Chiese greco-cattoliche:
  - albanese;
  - bielorussa;
  - bulgara;
  - croata e serba;
  - greca;
  - italo-albanese;[78]
  - kazaka
  - macedone;
  - rumena;
  - russa;
  - rutena;
  - slovacca;
  - ucraina;
  - ungherese;

Diversamente dalle "famiglie" o "federazioni" di Chiese formate dal riconoscimento mutuo di corpi ecclesiali distinti, la Chiesa cattolica si considera un'unica chiesa incarnata in una pluralità di chiese locali o particolari, in quanto «realtà ontologicamente e temporalmente preesistente a ogni chiesa individuale particolare».
La Chiesa cattolica riconosce grande importanza alle chiese particolari, la cui importanza teologica è stata evidenziata dal Concilio Vaticano II; il termine Chiesa particolare ha due usi distinti:
- può riferirsi a una diocesi, che nel Decreto sulla pastorale dei vescovi Christus Dominus viene descritta come: «una porzione del popolo di Dio affidata alle cure pastorali del vescovo, coadiuvato dal suo presbiterio, in modo che, aderendo al suo pastore, e da questi radunata nello Spirito Santo per mezzo del Vangelo e dell'eucaristia, costituisca una Chiesa particolare nella quale è presente e opera la Chiesa di Cristo, una, santa, cattolica e apostolica»;[80]
- oppure a una Chiesa sui iuris che si differenzia per una maggiore autonomia come riconosciuto dal concilio Vaticano II nel decreto sulle chiese cattoliche orientali Orientalium Ecclesiarum[81] che riconosce le chiese o riti particolari.

### Circoscrizioni ecclesiastiche
Vi sono le seguenti circoscrizioni ecclesiastiche:
- una sede papale;
- 9 sedi patriarcali;
- 4 sedi patriarcali titolari;
- 4 sedi arcivescovili maggiori;
- 5 sedi metropolitane sui iuris;
- 548 sedi arcivescovili metropolitane;
- 778 sedi arcivescovili;
- 2 221 sedi episcopali;
- 93 sedi metropolitane titolari;
- 91 sedi arcivescovili titolari;
- 1 904 sedi episcopali titolari;
- 42 prelature territoriali;
- 11 abbazie territoriali;
- 18 esarcati apostolici;
- 9 ordinariati per i fedeli di rito orientale;
- 36 ordinariati militari;
- 3 ordinariati personali;
- una prelatura personale;
- 88 vicariati apostolici;
- 39 prefetture apostoliche;
- 8 amministrazioni apostoliche;
- una amministrazione apostolica personale;
- 8 missioni indipendenti o sui iuris;
- 10 esarcati patriarcali;
- 5 esarcati arcivescovili e
- 5 territori dipendenti dal patriarcato.

### L'Ordine sacro

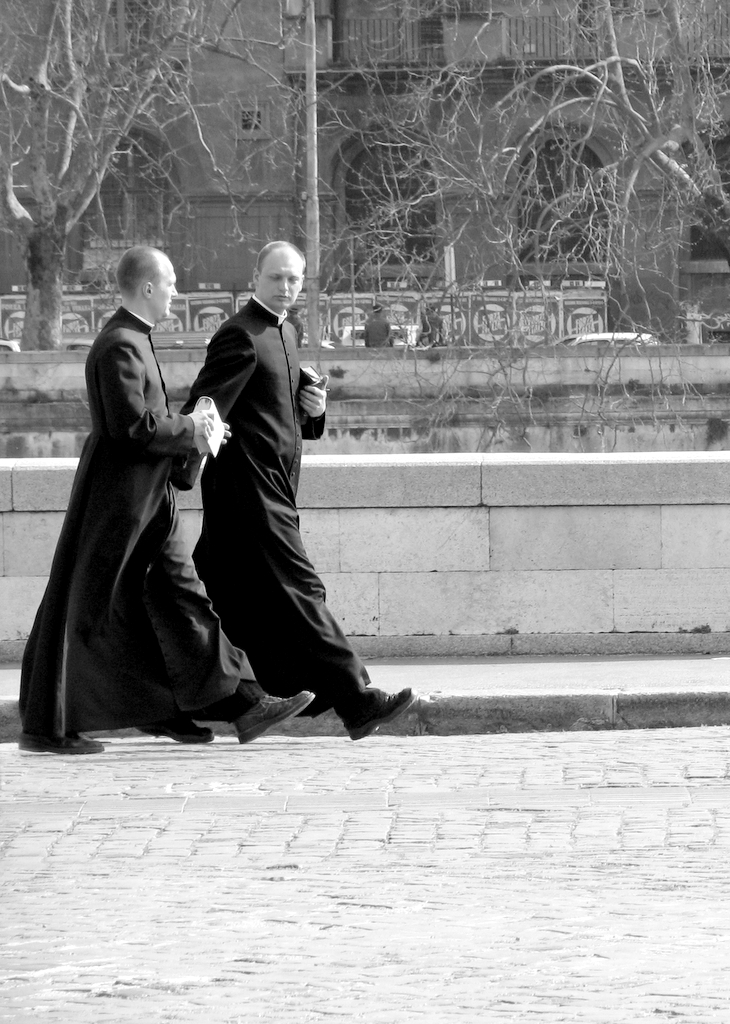
Preti cattolici a Roma

La struttura ecclesiastica cattolica è organizzata secondo tre gradi del sacramento dell'ordine sacro. In ordine crescente di pienezza essi sono:
- Diacono, collabora con il vescovo e con i presbiteri nella modalità del servizio.

Questi ordini (insieme, in passato, agli ordini minori) costituiscono nel complesso il clero;
- Presbitero (o prete, o sacerdote), collabora con il vescovo come suo sostituto;
- Vescovo, che rappresenta la successione degli apostoli.

A coloro che hanno ricevuto il sacramento dell'ordine possono poi essere conferiti altri titoli e cariche che non hanno valore sacramentale, ma onorifico o inerente all'ufficio come, ad esempio: cardinale, arcivescovo, monsignore. Lo stesso si può dire del papa che è, dal punto di vista sacramentale, un vescovo.
Ai tre gradi dell'ordine sacro corrispondono diversi munera ossia poteri quanto alla celebrazione, alla potestà di governo e all'annuncio del Vangelo.
Il diacono svolge eminentemente funzioni di servizio nel ministero dell'altare, della parola e della carità. Può celebrare il sacramento del battesimo e del matrimonio nonché i sacramentali quali la benedizione o il rito delle esequie.
Il presbitero coopera al ministero del vescovo e ne assume alcune potestà quali la celebrazione dei sacramenti (esclusi l'ordine e la confermazione), dei sacramentali, la presidenza delle celebrazioni liturgiche, l'annuncio della parola e la potestà di governo secondo le indicazioni date dal vescovo. Tra queste la più comune è la responsabilità di una parrocchia.
Il vescovo, infine, ha la pienezza dell'ordine sacro. Amministra in prima persona tutti i sacramenti e sacramentali o può delegare altri vescovi o presbiteri, come nel caso della cresima o dell'esorcismo.

### Il papa

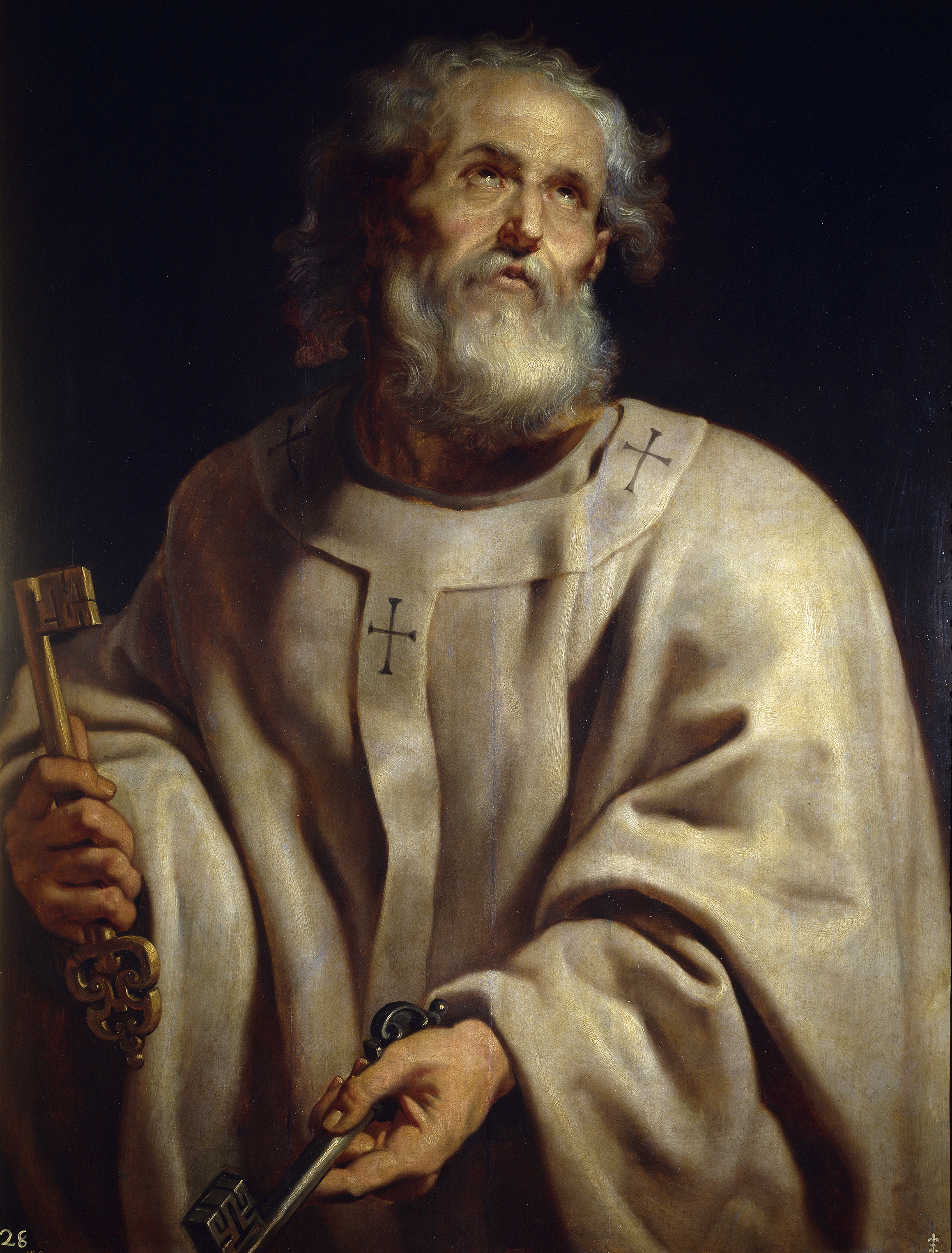
San Pietro, considerato il primo papa dalla Chiesa cattolica, in un ritratto di Rubens

La Chiesa cattolica afferma che Gesù conferì all'apostolo Pietro l'autorità ultima su tutta la comunità dei suoi discepoli: secondo l'interpretazione cattolica Cristo conferì a Pietro nei pressi di Cesarea di Filippo il primato sugli altri apostoli e su tutta la Chiesa (Matteo 16,13-20) e lo riconfermò dopo la resurrezione nell'apparizione presso il lago di Tiberiade (Giovanni 21,15-19).
Il contesto del primo episodio è quello della domanda di Gesù ai discepoli riguardo alla sua identità. Alla risposta di Pietro «Tu sei il Cristo, il Figlio del Dio vivente», Gesù replica: «Beato te, Simone figlio di Giona, perché né la carne né il sangue te l'hanno rivelato, ma il Padre mio che sta nei cieli. E io ti dico: Tu sei Pietro e su questa pietra edificherò la mia Chiesa e le porte degli inferi non prevarranno contro di essa. A te darò le chiavi del regno dei Cieli, e tutto ciò che legherai sulla terra sarà legato nei cieli, e tutto ciò che scioglierai sulla terra sarà sciolto nei cieli».
Nel secondo episodio invece Gesù chiede per tre volte a Pietro: «Simone di Giovanni, mi ami?», e ogni volta alla sua risposta affermativa replica: «Pasci le mie pecorelle.»
Tali passi sono interpretati dalla Chiesa cattolica nel senso forte di un primato di insegnamento e giurisdizione su tutta la Chiesa, e sono anche interpretati a fondamento della dottrina del primato papale. Essendo stato Pietro il primo vescovo della Chiesa di Roma, il suo primato si trasmette al suo successore nella stessa sede, quindi al vescovo di Roma.
Il ruolo del papa è andato crescendo nel II millennio, fino a raggiungere il suo apice nel XIX secolo con la dichiarazione sull'infallibilità papale del Concilio Vaticano I.
Secondo tale dichiarazione il papa può esercitare il diritto di dare insegnamenti riguardo alla fede e alla morale, da ritenere parte del deposito della fede, quando parla ex cathedra, cioè quando esercita il «suo supremo ufficio di Pastore e di Dottore di tutti i cristiani», e quando «definisce una dottrina circa la fede e i costumi».

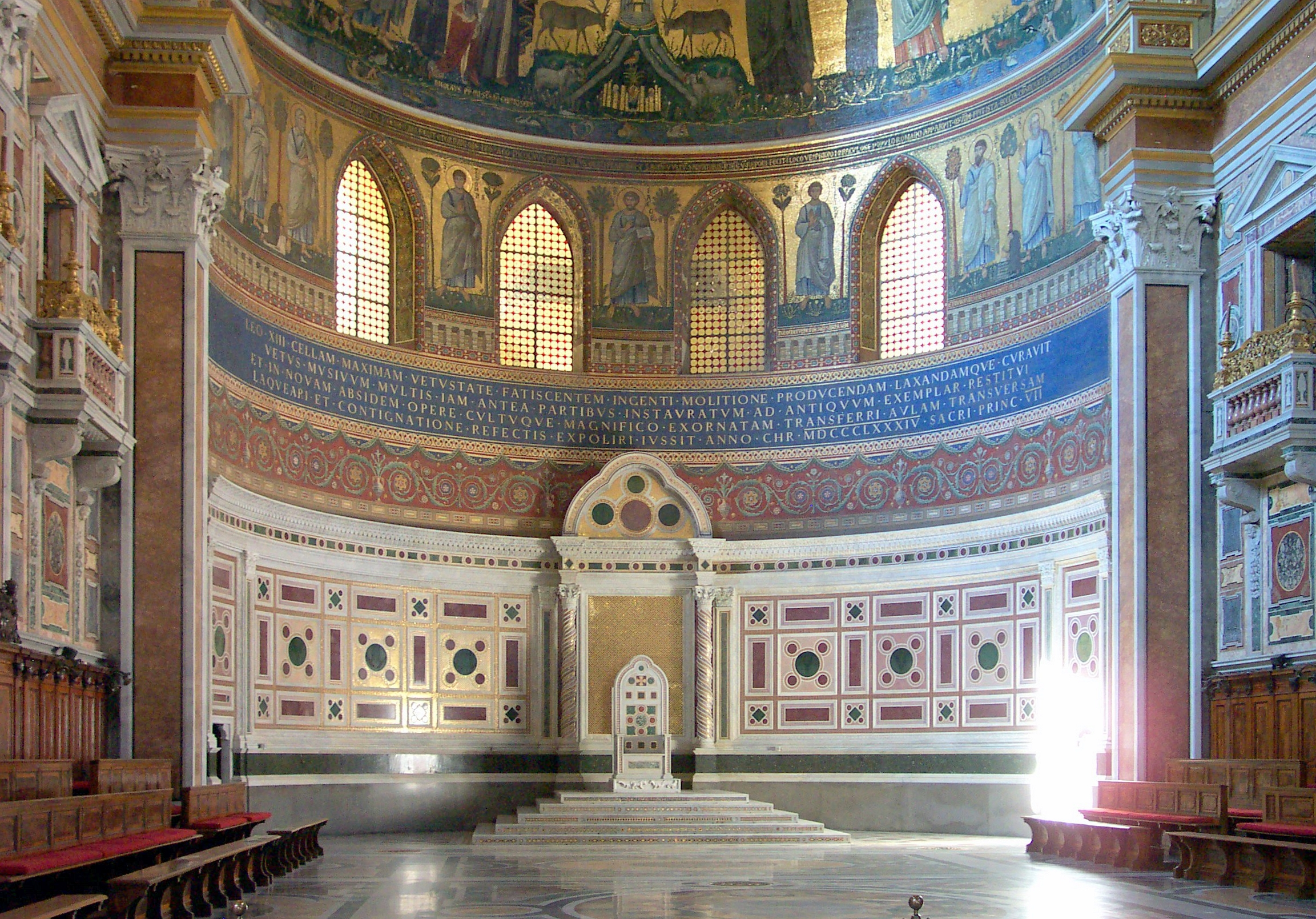
La cattedra papale nella basilica di San Giovanni in Laterano a Roma

A partire dalla definizione dell'infallibilità del 1870, quest'ultima è stata esercitata formalmente una sola volta dai pontefici, e questo con la promulgazione del dogma dell'Assunzione di Maria da parte di papa Pio XII nel 1950. Tutti gli altri insegnamenti impartiti dai Papi negli ultimi 150 anni non sono stati formalmente definiti "dogmi".
L'infallibilità papale ha portato alla formale accusa di eresia da parte della Chiesa cristiana ortodossa che, nel 1848, e nella figura dei Patriarchi di Costantinopoli, Alessandria e Gerusalemme, unitamente ai loro Sinodi, inviò un'enciclica a papa Pio IX dove condannava tale dottrina come "eresia" e coloro che la sostenevano come "eretici", sulla base della convinzione che il vescovo di Roma e la sua Chiesa avessero abbandonato la conciliarità in favore della monarchia e del monopolio dei doni dello Spirito Santo.
La procedura per l'elezione del papa e la nomina dei vescovi ha subito numerosi cambiamenti nel corso dei secoli: dal basso medioevo (Viterbo, 1271), il papa viene eletto in conclave dai cardinali, i Principi della Chiesa; a lui compete invece di nominare direttamente i membri del clero di gerarchia più elevata di rito latino, a partire dai vescovi (normalmente dopo consultazione con gli altri prelati). Nelle Chiese cattoliche orientali i vescovi vengono nominati dai rispettivi patriarchi, secondo gli usi locali.
Il papa è assistito nei suoi compiti dai cardinali. Tutti i membri della gerarchia ecclesiastica rispondono a lui e alla Curia romana nel suo insieme. Ogni papa continua il suo servizio fino alla morte (ciò valeva anche per gli altri vescovi fino al pontificato di Paolo VI) o rinuncia (che è avvenuta otto volte, con i papi Clemente, Ponziano, Silverio, Benedetto IX, Gregorio VI, Celestino V, Gregorio XII e Benedetto XVI).
Il papa risiede attualmente nella Città del Vaticano, un piccolo Stato indipendente situato nel centro di Roma, del quale egli è monarca assoluto, e riconosciuto dalla diplomazia internazionale come ambito di sovranità della Santa Sede.

### Vita consacrata

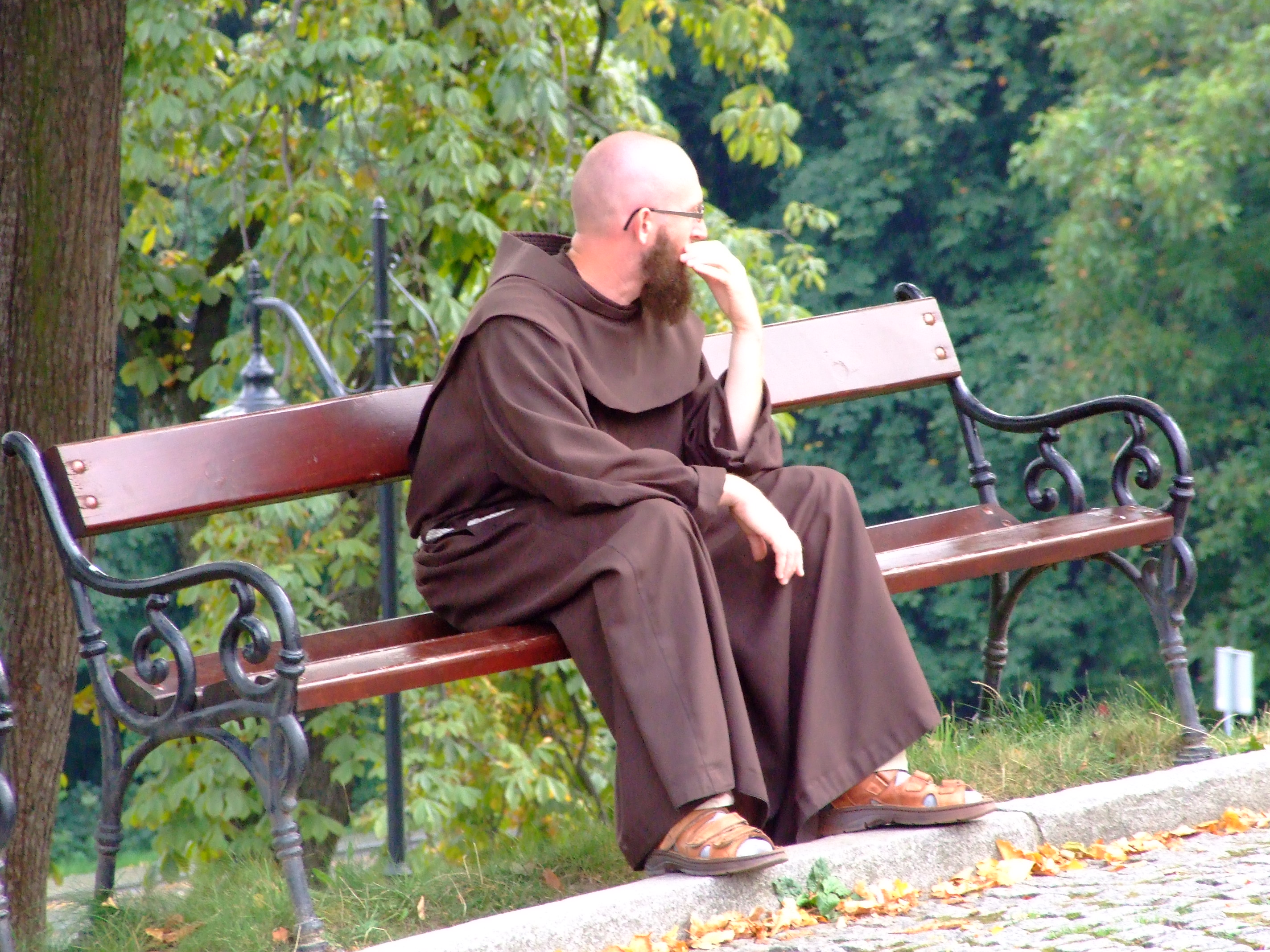
Un frate minore francescano

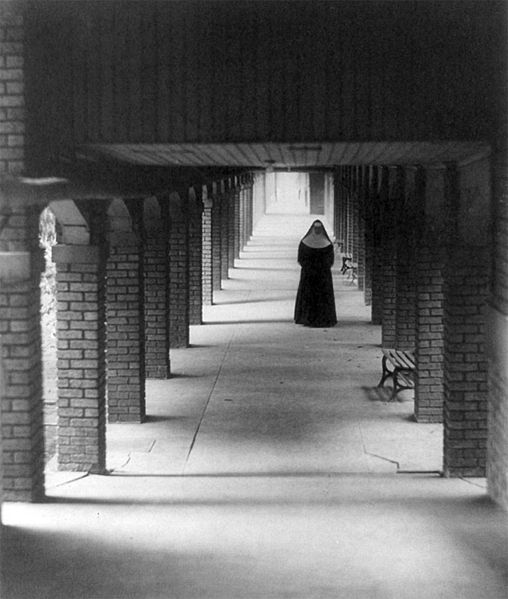
Suora in clausura

Nel corso dei secoli si sono sviluppate esperienze comunitarie al di fuori della diocesi, chiamati ordini religiosi, soprattutto configurate in monachesimo, ordini mendicanti fino alla nascita della prima congregazione religiosa che diventeranno via via le nuove realtà comunitarie della chiesa.
I primi, a cui si può dare la nascita in occidente con la Regola benedettina, si svilupparono in un momento di crisi (VIII - XII secolo) come tentativo di instaurare un particolare e più intimo legame con Dio. I secondi, nati durante la riforma del XII secolo si caratterizzano nelle loro diversità per la ricerca di attualizzare il messaggio cristiano nella società: tra questi i carmelitani, i francescani e i domenicani. Non sono mancate, dal XIX secolo, le Congregazioni religiose maggiormente attente ai bisogni dei giovani, degli anziani e di altre categorie sociali svantaggiate. Tra esse spiccano le comunità missionarie, con lo scopo precipuo di diffondere la fede cattolica in tutto il mondo.
Dal IV secolo in poi si ha la nascita dei vari ordini religiosi così divisi:
- ordini monastici: annunziate, benedettini, celesti, cistercensi, clarisse, concezioniste, trappisti, certosini, camaldolesi, geronimiti, redentoriste, ecc.
- canonici regolari: teutonici, premostratensi, crocigeri, ecc.
- ordini mendicanti: agostiniani, carmelitani, francescani, domenicani, serviti, trinitari, ecc.
- chierici regolari: gesuiti, camilliani, somaschi, ecc.

Mentre per arrivare a una congregazione religiosa si deve aspettare il XVII secolo, tra le più diffuse:
- passionisti, salesiani, mariani, missionarie della carità, suore del Buon Pastore.

Le due realtà degli ordini e delle congregazioni religiose si differenziano per l'emissione dei voti: per i primi essa avviene in forma solenne, per i secondi in forma semplice; formalmente non ci sono differenze rilevanti.

### Movimenti e associazioni
Nel XX secolo ha preso avvio il fenomeno dei movimenti ecclesiali: questi sono associazioni di fedeli ispirate da un carisma particolare e che si organizzano autonomamente dalla normale gerarchia (vescovi e parroci).
La differenza fra i movimenti e le associazioni è che queste ultime non sono organizzate autonomamente dalla gerarchia (come invece avviene per i movimenti), ma collaborano con essa in modo integrato e coordinato, partecipando attivamente in pressoché tutti i momenti della vita parrocchiale e diocesana.

## Diffusione nel mondo
- Africa: diffuso prevalentemente in Angola, nell'Africa francofona (ad esempio in Congo), in Uganda, Ruanda, nel Burundi, Capo Verde, Seychelles, Guinea Equatoriale, Madagascar e nei territori d'oltremare francesi.
- America: diffuso in America Latina (ad esempio in Brasile e in Messico), in Canada e negli Stati Uniti (ad esempio in California e Nuovo Messico). Negli USA negli ultimi anni il numero dei cattolici ha superato quello dei protestanti, non solo per le colonizzazioni spagnole, inglesi e francesi avvenute in passato, ma anche per le numerose ondate migratorie dai paesi cattolici (ad esempio dall'Europa Latina come Spagna, Portogallo, Francia e Italia, ma anche dalla Germania, Irlanda, Polonia, Filippine, Vietnam, Messico e America Latina).
- Asia: diffuso prevalentemente nelle Filippine, in Vietnam, Timor Est, India, Singapore, Corea del Sud, Sri Lanka e in alcune isole dell'Indonesia, ma anche in Cina e Giappone.
- Europa: diffuso prevalentemente nei paesi latini, Francia, Spagna, Portogallo, Belgio e Italia, in Austria, in alcuni cantoni della Svizzera, Germania (soprattutto nel sud e in Franconia-Renania ma anche in Turingia), Irlanda, Paesi Bassi e in alcuni paesi orientali: Polonia, Lituania, Lettonia, Repubblica Ceca, Slovacchia, Ungheria, Slovenia, Croazia e in alcune zone dell’Albania, della Bielorussia, della Romania e dell'Ucraina.
- Oceania: diffuso prevalentemente in Australia, Nuova Zelanda, Papua Nuova Guinea e nei territori d'oltremare francesi.

### Numero di appartenenti

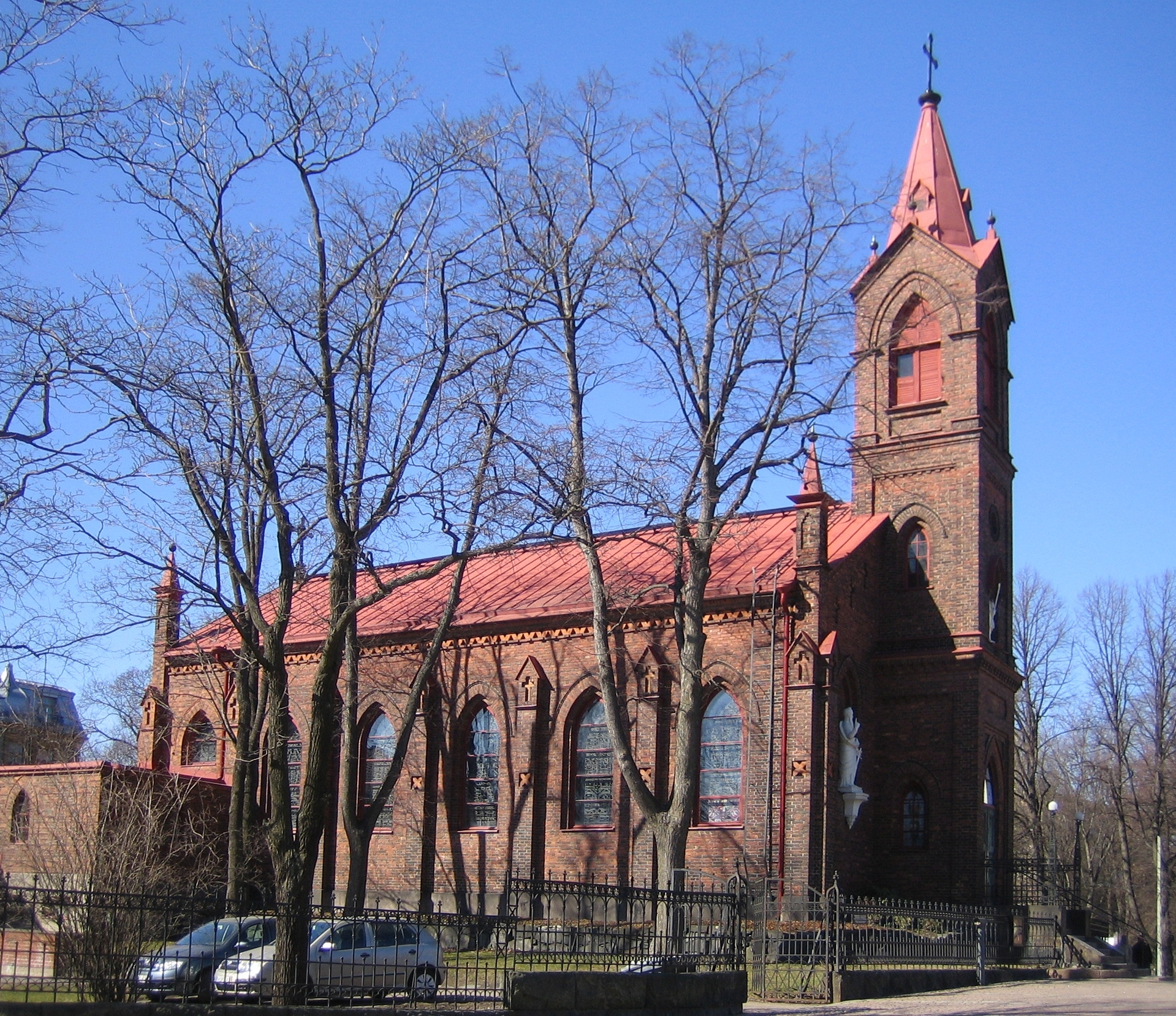
La cattedrale di Sant'Enrico in Helsinki

L'Annuario pontificio del 2017, basato sui dati forniti dalle diocesi cattoliche, testimonia che appartengono alla Chiesa cattolica oltre 1.285.000.000 persone, e rappresentano il 17,7% della popolazione mondiale. Il dato non include i cattolici in Cina e in alcuni altri paesi in cui sussistono ostacoli a contatti regolari con Roma. I Cattolici costituiscono più della metà dei 2,4 miliardi di cristiani nel mondo. Secondo la legge canonica sono considerati membri tutti coloro che sono stati battezzati o ricevuti all'interno della Chiesa cattolica avendo fatto una professione di fede, esclusi coloro che hanno formalmente rinunciato a esserne membri. Il numero dei battezzati non corrisponde necessariamente al numero dei fedeli praticanti, specialmente per quel che riguarda i paesi occidentali, maggiormente soggetti alla secolarizzazione rispetto agli altri.

### Tendenze
Esaminando la situazione per singolo continente, il 2015 evidenzia la crescita robusta dei cattolici in Africa. In Asia e in America la crescita è consistente. Diversa la situazione in Europa e Oceania dove la percentuale dei fedeli in rapporto alla popolazione è costante. Il numero dei cattolici rispetto alla popolazione totale è molto differente tra i continenti. In America il numero di fedeli della Chiesa cattolica rappresenta il 63,7% della popolazione totale, in Europa il 39,9%, in Oceania il 26,4%, in Africa il 19,4%, in Asia il 3,2%.

### Chiesa cattolica per continente
- Chiesa cattolica in Africa
- Chiesa cattolica in America
- Chiesa cattolica in Asia
- Chiesa cattolica in Europa
- Chiesa cattolica in Oceania